# سام شيلدز
سام شيلدز (بالإنجليزية: Sam Shields)‏ (21 مارس 1929 في المملكة المتحدة - 13 سبتمبر 1986 في المملكة المتحدة) هو مدرب كرة قدم ولاعب كرة قدم بريطاني في مركزي مهاجم داخلي والهجوم. لعب مع نادي ليفربول ونادي أردريونيانز ونادي كاودينبيث لكرة القدم وهوردن كوليري ولفير ‏ ودارلينجتون إف سى.